# Лі Хве Чхан
Лі Хве Чхан (кор. 이회창, 李會昌, I Hoe-chang, Yi Hoech'ang; нар. 2 червня 1935) — корейський правник і політик, двадцять шостий прем'єр-міністр Республіки Корея.

## Біографія
Вивчав право в Сеульському національному університеті, після здобуття освіти став суддею. У 46-річному віці став наймолодшим в історії країни суддею Верховного суду.
1988 року став головою Національної виборчої комісії, а 1993 очолив раду аудиту й інспектування за президентства Кім Йон Сама. Того ж року Лі Хве Чхан очолив Уряд Республіки Корея. Втім уже за кілька місяців вийшов у відставку, розчарувавшись реальною відсутністю влади у прем'єр-міністра.
Балотувався на пост президента Південної Кореї 1997, 2002 та 2007 року, втім невдало.